# Зайцев, Михаил Михайлович
Михаил Михайлович Зайцев (30 августа [11 сентября] 1845, Казань — 10 [23] марта 1904, Казань) — русский химик-органик, брат А. М. Зайцева, ученик А. М. Бутлерова, в течение двух лет работал в лаборатории Кольбе в Марбурге.
М. М. Зайцев участвовал в исследовании вторичных и третичных спиртов совместно с А. М. Зайцевым. Им был впервые применен металлический палладий для восстановления органических соединений: восстановление ацил хлоридов до альдегидов водородом на палладие, известно как реакция Розенмунда-Зайцева, восстановление нитросоединений до аминов, также прочно вошло в лабораторную практику.